# Charidotis tuberculata
Charidotis tuberculata là một loài bọ cánh cứng trong họ Chrysomelidae. Loài này được Swietojanska & Borowiec miêu tả khoa học năm 2000.